# Paschoal Artese
Paschoal Artese (Vibo Valentia, 1881 - São José do Rio Pardo, 1969), foi um ativista político, marceneiro e construtor de grande participação na construção civil da cidade de São José do Rio Pardo, no estado de São Paulo. Ele contribuiu para a construção da modernidade urbano arquitetônica rio pardense na passagem do século XIX para o século XX.

## Biografia

### Formação profissional
Nascido em 26 de dezembro de 1881 em Vibo Valentia, na região da Calábria, ainda jovem, imigrou para o Brasil com seus pais, José Artese e Filomena Montesanti Artese. O italiano chegou a São José do Rio Pardo em 1897, onde se casou com sua primeira esposa, Adele Ramacciotti, com quem teve dois filhos, e posteriormente com Noemia Piovesan, com quem teve outros 12 filhos.
Apesar de não possuir diploma, Paschoal Artese tinha experiência como marceneiro entalhador e já havia trabalhado com outro italiano chamado Paschoal Cerávolo, que lhe ofereceu emprego em sua marcenaria para se dedicar a serviços de carpintaria e execução de mobília, ao mesmo tempo em que reproduzia fotografia sem desenho.
Em 1900, abriu sua primeira escola de desenho ornamental e geométrico, que também realizava a alfabetização de forma gratuita de jovens e adultos sem condições financeiras. Com isso, tinha o objetivo de formar mão de obra especializada para utilizar no ramo da construção, na qual ele paricipava. As aulas tinha base no projeto pedagógico francês de artes decorativas, onde era privilegiado o movimento da art nouveau e Arts & Crafts.

### Marcenaria Vibonese
Depois de encerrar sua parceria com Paschoal Cerávolo em 1902, abriu sua própria marcenaria chamada Marcenaria Vibonese, que produzia mobílias e entalhes de todos os estilos artísticos, a partir de modelos escolhidos pelos fregueses nos catálogos. Artese também investiu na criação de uma olaria denominada Fartura, para produzir telhas e tijolos, além de comercializar cal, cimento, manilhas e mosaicos. 
Paralelamente, Paschoal oferecia projetos de reforma e construção, planejados e executados em ordens arquitetônicas clássicas e em estilos modernos como o art nouveau. Em seus anúncios, se mostrava como um profissional que valorizava o cumprimento do cronograma da obra e a qualidade do serviço oferecido. Ao informar que “executa e vende qualquer ornamento em cimento ou gesso para frente de prédios, sejam, como capitéis, cimalhas, balaústres, cantoneiras, etc.” certamente queria dizer que fabricava tudo o que era utilizado em suas obras, ou ainda o que era encomendado por clientes, que podiam consultar catálogos e modelos em seu escritório bem localizado, entre o Grupo Escolar Cândido Rodrigues e o Jardim Artístico, no Largo do Grupo Escolar (atual Praça Barão do Rio Branco, nº 156). Artese demonstrava domínio da linguagem clássica por causa dos conhecimentos que adquiriu na Itália e também através dos manuais inspirados no livro Regola Delle Cinque Ordine D'architettura.

### Ativismo político
Paschoal Artese tinha fortes vínculos socialistas trazidos da Itália, em razão de ter vivido sua juventude em um momento de mudanças políticas e sociais que vinham ocorrendo no país. Em São José do Rio Pardo, ele defendia e incentivava seus ideais através do Clube Democrático Internacional Filhos do Trabalho, e dos jornais: O  Proletário (1900-1902), A Defesa do Povo (1917) e a Resenha (1922-1965). Essa postura ideológica tornou Artese alvo de perseguição de moradores e principalmente de fazendeiros cafeicultores da região.
Em 1901, os fazendeiros Francisco Soares de Camargo, Elisário Luiz Dias e Oliveiros Fernandes Pinheiro abriram um processo penal contra ele com base no artigo 184 do Código Penal da época. Artese respondeu às acusações em uma carta aberta, publicada no jornal O Rio Pardo, "em que prenunciava as tentativas da elite local de difamá-lo para desqualificar suas ações em defesa dos direitos dos proletários.".
Paschoal foi um socialista e participou da Sociedade Socialista. Em sua visão, os sofrimentos do mundo estavam diretamente vinculados com o grande capital. Foi vereador do município de São José do Rio Pardo.

## Obras
Dentre as várias obras de Artese, destacam-se:
- As moradias de Dante Artese, na praça Barão do Rio Branco, nº 142, e nº 182 (ambas da década de 1910), um deles, conhecido como Casarão do Artese, localizado nas proximidades do Grupo Escolar Cândido Rodrigues. Este foi o primeiro edifício de grande dimensão e importância construído por Paschoal em São José do Rio Pardo. No prédio, destaca-se a riqueza de detalhes na composição da fachada principal, marcada pela disposição ritmada das molduras das aberturas em arco pleno, verga reta e arco ogival. As pilastras e os pilares, que remetiam às ordens coríntia e jônica, Todo o peitoril da sacada e da varanda era decorado com balaustrada, enquanto a platibanda era marcada pela composição livre de elementos florais.
- A casa de Beatriz Cristina Granado do Prado, na avenida Independência, nº 5 (1917-1918)
- Uma casa na rua Francisco Glicério, nº 546 (década de 1910)
- A residência da família Bincoletto, na praça XV de Novembro,nº 42 (por volta de 1915)
- O edifício de uso comercial e residencial da família Landini, na rua Treze de Maio, nº 146-152 (década de 1910)
- Idealizou e construíu o Jardim Artístico, também conhecido como Jardim do Artese, foi demolido em 1957